# Ilde Pirovano
Ilde Pirovano (Catania, Italia, 1899 – 15 de agosto de 1981, San Miguel de Tucumán, Argentina), fue una actriz italiana radicada en Argentina, donde residió desde los 15 años y realizó su carrera profesional en el cine y el teatro.

## Actividad artística
Era hija y nieta de actores;  en 1917 filmó la versión de la novela de Hugo Wast, Flor de durazno, dirigida por el dramaturgo Francisco Defilippis Novoa, «donde trabajaba [recuerda la actriz] un muchacho gordito, Carlos Gardel, que cantaba lindo. Él me hablaba en castellano y yo le contestaba en italiano, pero no importaba porque el film era mudo. En los descansos entonábamos canzonetas a dúo, y él me enseñó mi primer tango, Mi noche triste».
En 1921 se produjo en Buenos Aires un conflicto entre dos sectores de actores, una de cuyas consecuencias fue obligar a los disidentes a improvisar compañías y emprender giras por el interior del país. El elenco donde revistaba Ilde Pirovano se encontraba varado en Venado Tuerto cuando llegó otro en el que figuraba Orestes Caviglia por lo que decidieron fusionarse y continuar la gira a Rosario, donde representaron El viejo Hucha, de Darthés y Damel. Ese mismo año 1921 se casaron en esa ciudad y al año siguiente tuvieron a su hija, Olga, que más adelante estudiara Odontología.
Siendo comunista, en 1946 integra la lista de "La Agrupación de Actores Democráticos", en pleno gobierno de Juan Domingo Perón, y cuya junta directiva estaba integrada por Pablo Racioppi, Lydia Lamaison, Pascual Nacaratti, Alberto Barcel y Domingo Mania.
Entre su filmografía se destaca No abras nunca esa puerta (1952) dirigida por Carlos Hugo Christensen, en la cual una de las escenas más logradas por el director es una secuencia que se extiende durante unos cinco minutos, en total silencio y envuelta en las sombras. Una mujer ciega, ya mayor, encarnada por Ilde Pirovano, entra a la habitación y la recorre a tientas, buscando el arma del delincuente dormido. De pronto da la sensación de que está por despertarse, pero no lo hace. La mujer encuentra el arma, la guarda en su delantal y sale cerrando la puerta con llave. De inmediato ingresa al cuarto contiguo donde duerme otro delincuente, su hijo, y repite su accionar, pero justo cuando está por tomar la pistola suena el pitido del tren, helando su sangre y la del espectador.
Sobre esta secuencia se ha expresado:

”Narrada a pura elocuencia visual, demostrando un infrecuente dominio del suspenso y cargándola de un denso clima, brillantemente iluminada por el gran Pablo Tabernero, se trata de una secuencia totalmente insólita en el contexto del cine argentino clásico, siempre infectado de retórica.”

 Horacio Bernades opinó que «raramente el cine argentino fue más puramente cine que en películas como ésta».
Falleció el 15 de agosto de 1981 en San Miguel de Tucumán, Argentina.

## Filmografía
Intervino como intérprete en los siguientes filmes:
- El gran crucero (1970)
- Aventura en Hong Kong  (1969)
- Enigma de mujer  (1956)
- Historia de una soga (1956)
- Graciela  (1956) .... La abuela
- No abras nunca esa puerta  (1952)
- La última escuadrilla  (1951)
- Buenos Aires, mi tierra querida  (1951)
- Fuego sagrado  (1950)
- El regreso  (1950) .... Madre de Octavio
- Mis cinco hijos  (1948)
- Rodríguez supernumerario  (1948)
- El misterio del cuarto amarillo  (1947)
- A sangre fría  (1947)
- Lauracha  (1946)
- Cuando en el cielo pasen lista  (1945)
- La cabalgata del circo  (1945)
- María Celeste  (1945)
- El fin de la noche (1944)
- Se rematan ilusiones  (1944)
- Safo, historia de una pasión (1943) .... Gertrudis
- Punto negro  (1943)
- El viejo Hucha  (1942)
- Yo quiero morir contigo  (1941)
- 20 años y una noche  (1941)
- Puerta cerrada  (1939)
- Con las alas rotas  (1938) .... Sra. Rover
- El diablo con faldas  (1938)
- Los locos del cuarto piso (1937)
- ¡Segundos afuera! (película)  (1937)
- Melgarejo  (1937) .... María Malatesta
- La loba  (1924)
- Flor de durazno (1917) .... Rina

## Televisión
- Mañana puede ser verdad  (1 episodio, 1962)
  - Los bulbos (1962)